# Madárpókfélék

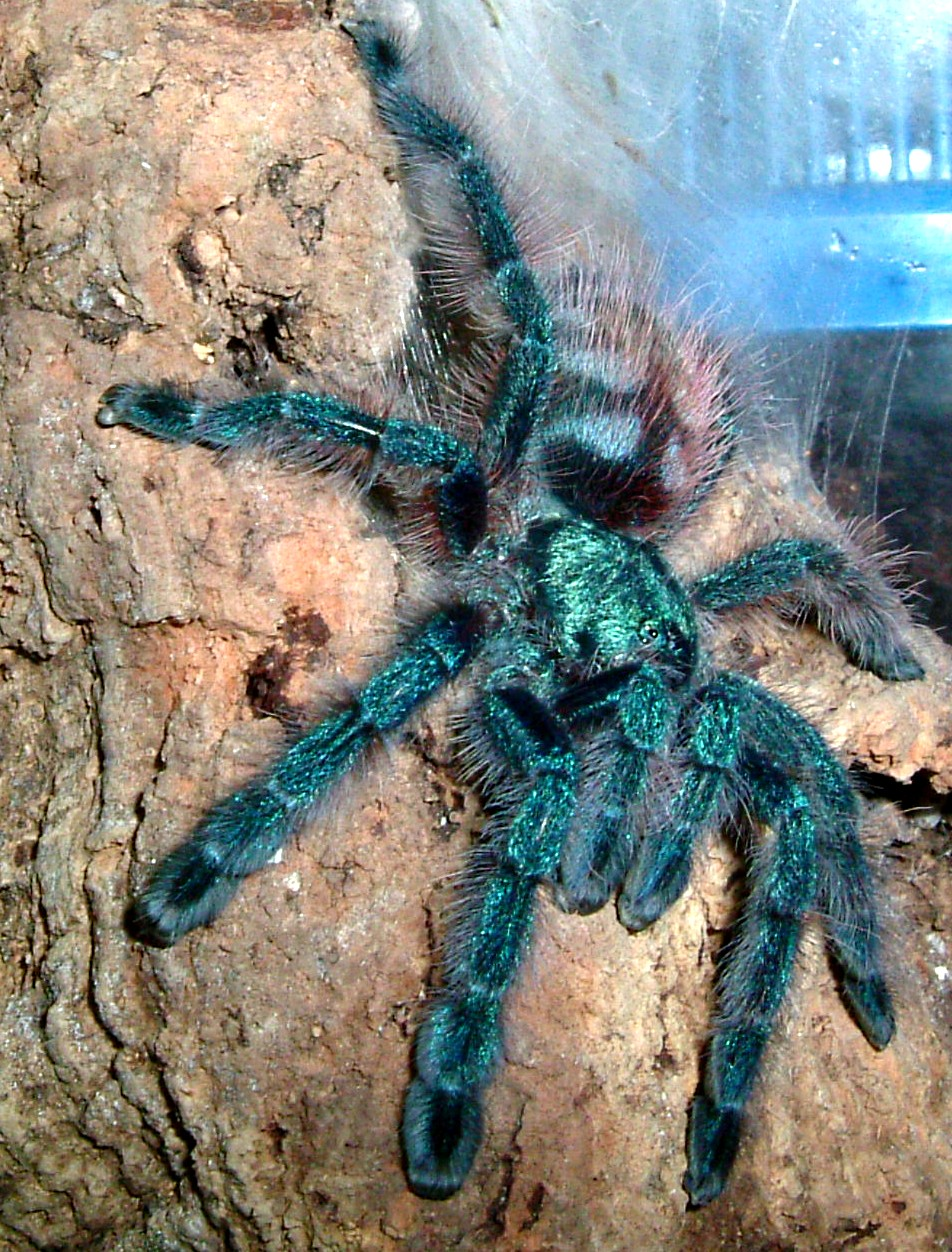
Caribena versicolor

A madárpókfélék (Theraphosidae) a pókszabásúak (Arachnida) osztályának pókok (Araneae) rendjébe, ezen belül a négytüdős pókok (Mygalomorphae) alrendjébe tartozó család.
A Föld meleg területein, trópusi, szubtrópusi élőhelyeken terjedtek el elsősorban, de vannak sivatagi életmódú fajok is.
Élettartamuk fajonként igen eltérő lehet. Egyes fajok nőstényei szélsőséges helyzetben, terráriumi viszonyok közt akár 30 évig is élhetnek, míg a hímek jóval rövidebb életűek. Fajtól függően 2-8 év alatt érik el az ivarérett kort, ettől számolva, rendszerint maximum 1-2 évig élnek, egyes fajok hímjei azonban akár 3-4 évig is élhetnek az ivarérési vedlés után.

## Előfordulásuk
A Föld minden meleg pontján, de legfőképp az amerikai trópusi erdőkben találkozhatunk madárpókkal. Ugyanakkor néhány fajt veszélyezteti, hogy nagy számban gyűjtik az állatkereskedelem számára. Például a perui Pamphobetus antinomus faj állománya megcsappant, mivel nagy tömegben szuvenírként árulják a turistáknak. Azokat a fajokat pedig, amelyek a trópusi esőerdőkben élnek, élőhelyük elvesztése miatt fenyegeti veszély.

## Megjelenésük
A madárpókfélék testhossza 6-9,5 centiméter, lábfesztávolsága akár 26 centiméter is lehet és testtömege átlagosan 85 gramm. A madárpókok testszőrzete rendkívül érzékenyen reagál a rezgésekre. Színezetük általában a barna különböző árnyalatai, fekete mintázattal. Néhány faj egészen feltűnő színezetű. A csáprágók a többi eredetileg hálószövő fajhoz hasonlóan előre irányulnak. A nyolc aprócska szem csak alig képes többre a fény-árnyék érzékelésénél.

### Nemek elkülönítése

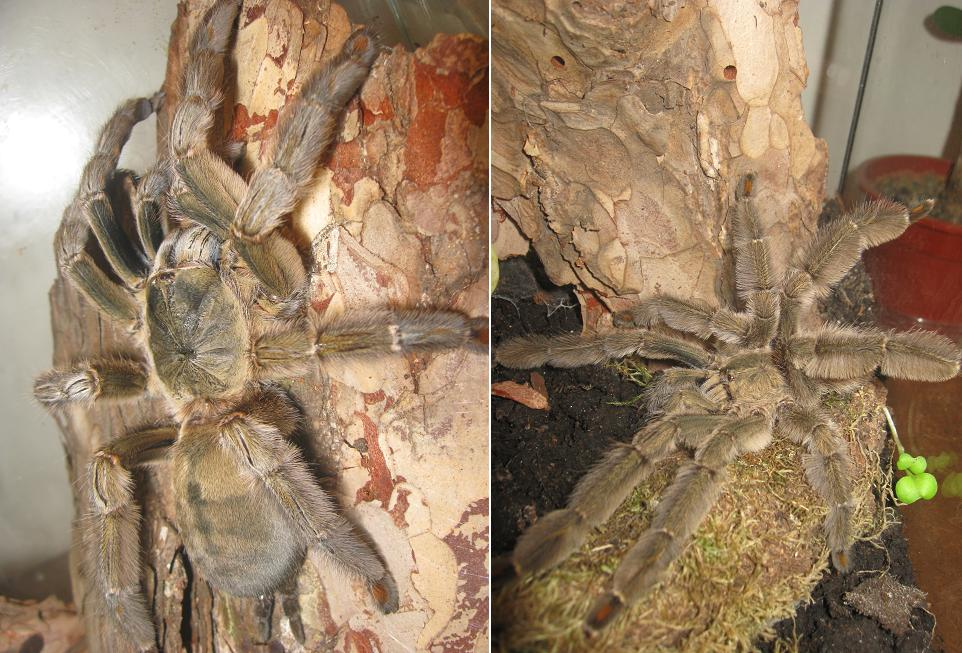
Kifejlett Psalmopoeus cambridgei nőstény (balra) és hím (jobbra). Jól megfigyelhetők az általános különbségek a két ivar között

Az ivartól  nagyban függ többek között az állat élettartama és színezete. A hím és nőstény állatokat a 8. vedlés körül lehet külső jegyek alapján egyértelműen meghatározni. A hím pókok nyúlánkabbak, „törékenyebbek”, és mellső két pár lábuk jóval erőteljesebb, mint a hátsó két pár.
Ivarérett korban az egy pár tapogatóláb (pedipalpus) ventrális oldalán 1-1 ivarhólyag (bulbus) figyelhető meg, amely a nősténybe juttatandó sperma raktározására szolgál. Egyes nemekusok hímjeinek első pár lábán párzósarkantyú is megfigyelhető. A hím ezzel rögzíti a nőstényt a párzási pozícióban.
A nőstényekre ezzel szemben robusztusabb testalkat, nagyobb méret jellemző, ivarfüggelékeik pedig nincsenek.
A nőstény pókoknál az első pár légzőnyílás (trachea) között a hasi barázda felett jellegzetes ivarnyílás látható a trapéz alakú petelemezen. Ezenkívül a vedlés belső oldalán fajra jellemző formájú és osztottságú spermatartókat is láthatunk. Ezeknek a képleteknek a hiánya azt jelenti, hogy az illető pók hím. Hím pókoknál a petelemez megfelelője kisebb és háromszög alakú.

### A madárpókok mérge
Mint a legtöbb pókfaj (kivéve a félpókok (Liphistiidae) és a derespókok (Uloboridae) családját), a madárpókok is méreggel  ölő ragadozók. Mérgük a méregmirigyben termelődik, mely az előtestben található. Marás során a méregmirigyből a méreg a csáprágókba (chelicera) áramlik, ahol egy kivezetőnyíláson a külvilágba, illetve a pók áldozatába jut.
Mérgük idegméreg, mely az élőlények idegrendszeri bénulását okozza, okozhatja. Az egészséges felnőtt emberre a madárpókok mérge veszélytelen, de rendkívül fájdalmas lehet. Legyengült immunrendszer mellett, allergiás érzékenységgel, vagy egyéb tényező mellett veszélyesebb is lehet a pókmarás. A tünetek lehetnek helyi fájdalom és a duzzanat, kimerültség, közepes vagy súlyos izomgörcsök, nehéz légzés és láz, néha késleltetve, a marás után akár egy nappal is.
Egyetlen esetről sincs említés, mely során a pókok tartása közben valaki belehalt volna a marásba.

## Életmódjuk
A madárpókfélék általában magányos lények, bár némely fajok kisebb kolóniákat alkotnak (pl. Holothele incei). Táplálékuk sáskák, bogarak, éjjeli lepkék, ászkarákok, ezerlábúak, más pókok. A nagyobb testű fajok gyíkokat, kisebb kígyókat, békákat, varangyokat, egereket és madárfiókákat fogyasztanak. A madárpókok 10-20 évig élnek.

### Vedlés

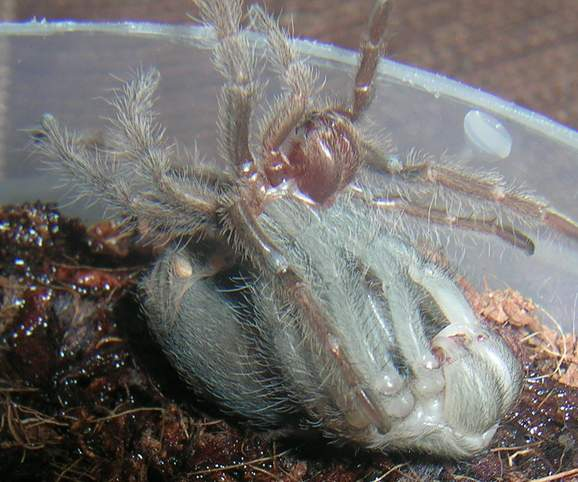
Fiatal madárpók vedlés közben

A madárpókok, más ízeltlábúakhoz hasonlóan időszakosan levedlik külső kutikulájukat (exoskeleton). Egy vedlés a pók korától és a külső körülményektől függően fél órától több óráig is eltarthat. Minden vedléssel fajra jellemző, kisebb-nagyobb szín- és mintázatváltozáson is átesik az állat, és szőrzete is dúsul. A kifejlett (adult) kort kb. a 10-12. vedlésüknél (átlagosan 2 év) érik el, de ez a szám sok esetben több is lehet, és ivartól is függhet. Az ivarérett kort megelőző, utolsó vedlés előtti állapot a subadult állapot. A kispókok fajtól függően 1-2-3 havonta vedlenek, ami az adult korhoz közeledve 4-5-6 hónapra nő. A hím állatok kifejlettségük után már nem vedlenek. A nőstények adult korukban általában évente vedlenek, és a vedlésekkel kismértékben testtérfogatuk is nő.
Három főbb kategóriájuk van:
- üreglakó
- talajlakó
- fánlakó

madárpókok.
Ezek az elnevezések jól tükrözik, hogy a növény- és talajszint mely rétegében élnek.

### Élettartamuk
Élettartamuk fajonként igen eltérő lehet. Egyes fajok nőstényei szélsőséges helyzetben, terráriumi viszonyok közt akár 30 évig is élhetnek, míg a hímek jóval rövidebb életűek. Fajtól függően 2-8 év alatt érik el az ivarérett kort, ettől számolva, rendszerint maximum 1-2 évig élnek, egyes fajok hímjei azonban akár 3-4 évig is élhetnek az ivarérési vedlés után.

### Védekezés

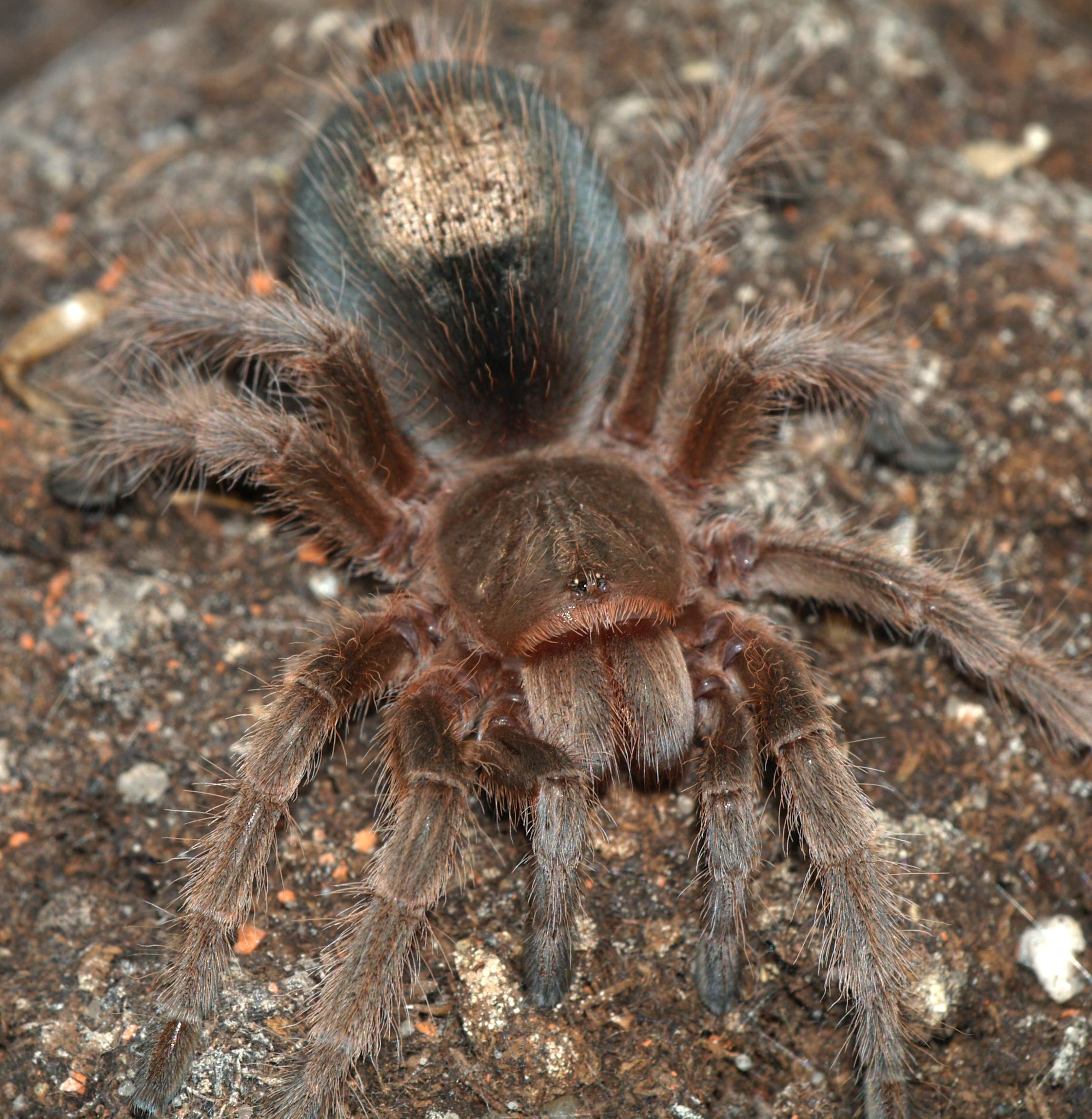
Fiatal Grammostola rosea. Utótestén megfigyelhető a Grammostolákra jellemző fényes folt

A közhiedelemmel ellentétben a madárpókok általában nem támadnak önként az emberre, és marásuk is csak a legritkább esetben veszélyes. Veszély esetén a legtöbb faj a búvóhelyére menekül. Ha erre nincs lehetőség, a madárpókok a következő védekezési módszereket alkalmazhatják.

#### Szőrseprés
A szőrseprés során a pókok az utótestük felső oldalán található csalánszőröket hátsó lábaik segítségével vélt támadójuk irányába söprik, „bombázzák”. A csalánszőrök végén lévő parányi horgok a támadó bőrébe akadnak, a bőrbe fúródnak, ahol hosszú ideig tartó erős irritációt, viszketést, allergiás reakciókat okoznak. A szőrök az orr nyálkahártyájába jutva erős orrfolyás és viszketés a következmény, a szembe kerülve szintén erős viszketést, könnyezést vált ki. Ez a viselkedés elsősorban az Amerikából származó fajokra jellemző. Egyéb fajok szőrzete csak akkor okozhat irritációt, ha az állathoz érve, a szőr az ember bőrébe fúródik.

#### Fenyegető testhelyzet

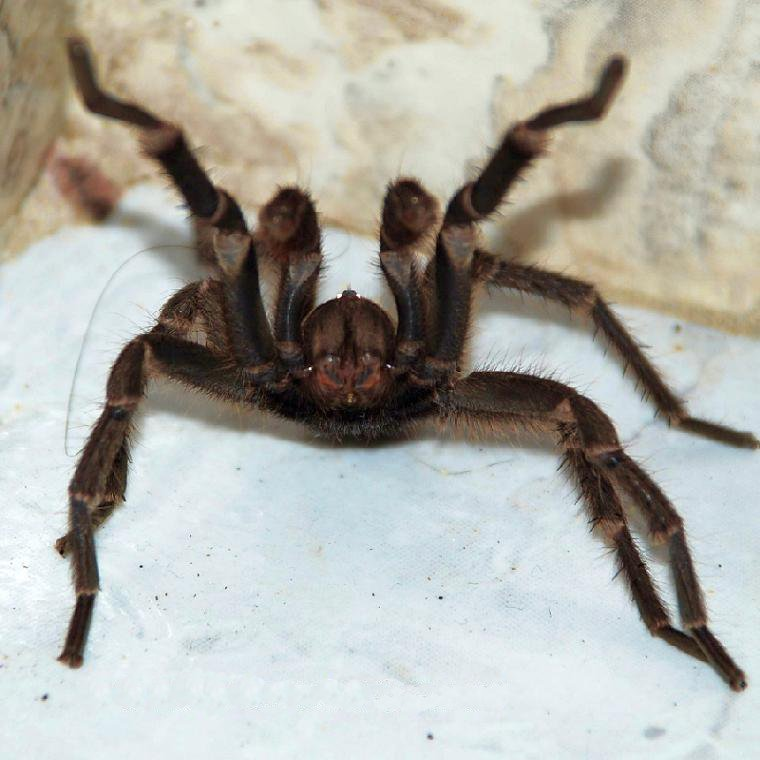
Madárpók támadóállásban

Az Ázsiában, Afrikában és Ausztráliában honos madárpókfajoknak nincsenek csalánszőreik. Ezek támadóikat fenyegető testtartásukkal próbálják megfélemlíteni, mely során előtestüket és első 2-3 pár lábukat felemelik, és erős csáprágóikat kimeresztik, így fordulnak támadójuk felé. Eközben láthatóvá válik a szájnyílás körül elhelyezkedő piros szőrsáv, és a kimeresztett csípőkarmok. A legtöbb ázsiai faj esetében e magatartás hangadással is társul (stridulálás). Nem ritka, hogy e testhelyzetben az állatok idegessége miatt a csípőkarmok végén méregcsepp is megjelenik. A fenyegető testhelyzetet követően, ha a veszély még fennáll, a pók megkísérli támadóját elülső lábainak ütésével megriasztani, amely nagyon erőteljes lehet.

#### Marás
A marást több előzetes védekező fázis, tevékenység előzi meg. Ha egyik sem riasztja el a támadót, a madárpókok csáprágóikat a támadójuk bőrébe mélyesztik, és a legtöbb esetben mérget is juttatnak bele, azonban léteznek úgynevezett „száraz” marások is, melyek során a pók nem juttat méreganyagot támadójába.

#### Ürülékfröcskölés
Ritkán alkalmazott védekezési technika. A pók az utótestét a támadója felé fordítja, és ürüléket fröcsköl rá. A támadóra nem jelent különösebb veszélyt, de a meglepetésszerű támadás következtében a pók elegendő időt nyer a meneküléshez.

## Szaporodásuk
Az ivarérettséget 1,5-10 éves korban érik el (attól függően, hogy hím vagy nőstény, illetve milyen fajról van szó). A párzási idény fajonként eltérő időszakban van. A nőstény akár 3000 petét is rakhat. A kokonból való kikeléshez 2-3 hét kell, hogy elteljen. A pókok nemét 6-9. vedlésük után meg lehet állapítani.

## Rendszerezés

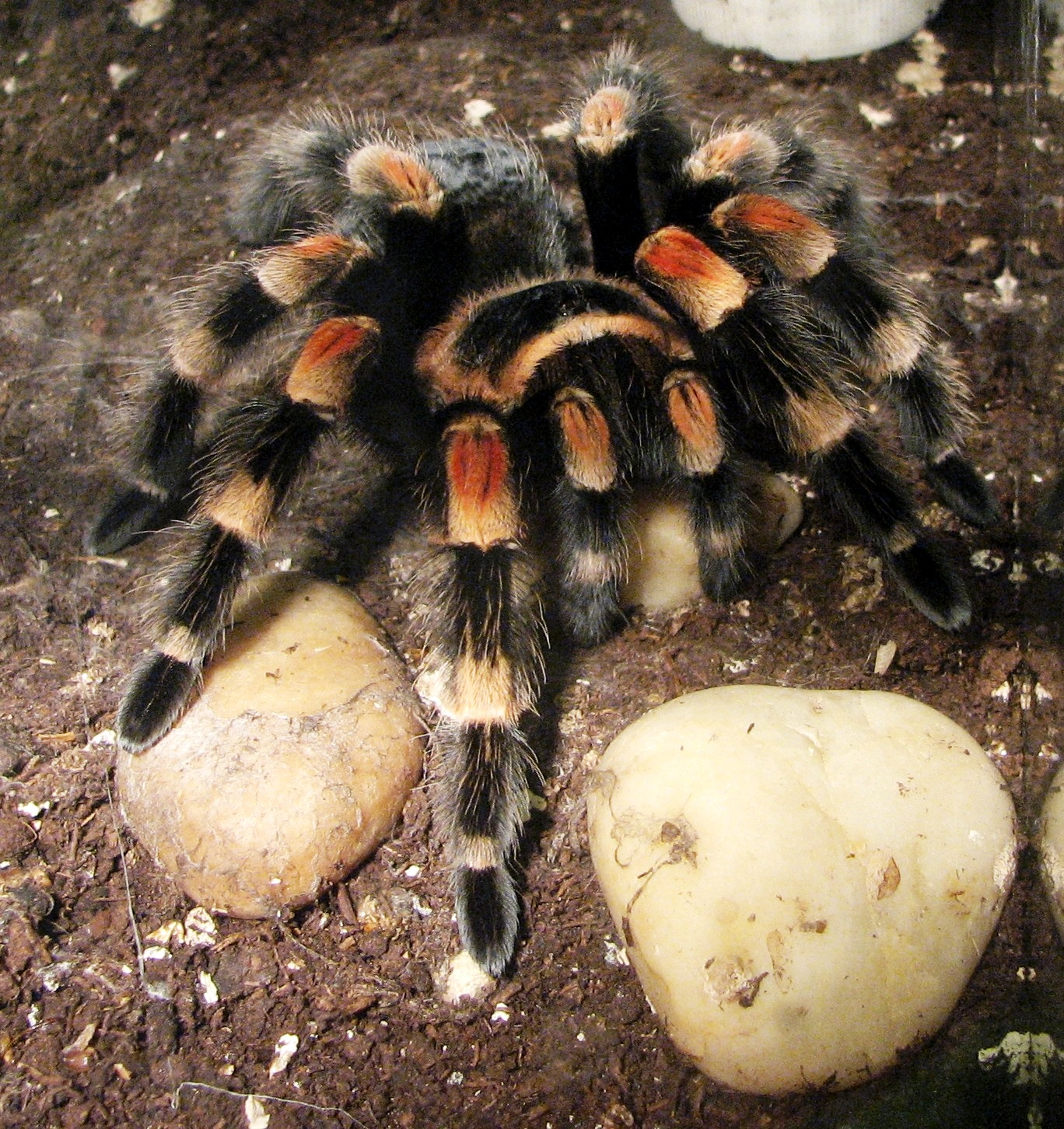
Brachypelma hamorii, az egyik leggyakrabban tartott madárpókfaj

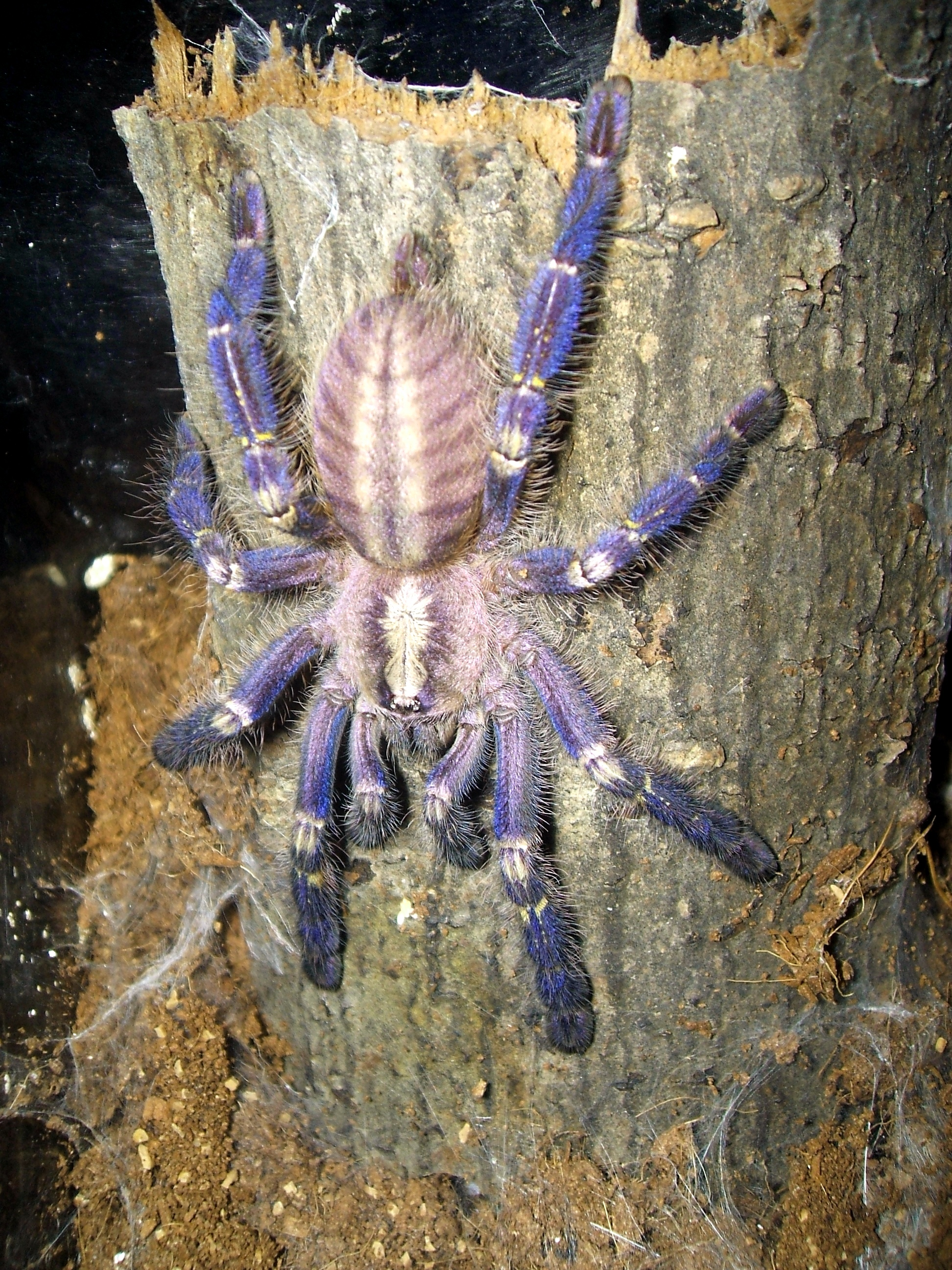
Poecilotheria metallica, az egyik legmutatósabb madárpókfaj

A családba 13 alcsalád 121 nem és több mint 900 faj tartozik:
- Acanthopelminae Smith, 1994
  - Acanthopelma (F. O. P.-Cambridge, 1897)
- Aviculariinae Simon, 1874
  - Avicularia Lamarck, 1818
  - Ephebopus Simon, 1892
  - Iridopelma Pocock, 1901
  - Pachistopelma Pocock, 1901
  - Typhochlaena C. L. Koch, 1850
- Eumenophorinae Pocock, 1897
  - Anoploscelus Pocock, 1897
  - Batesiella Pocock, 1903
  - Citharischius Pocock, 1900
  - Encyocrates Simon, 1892
  - Eumenophorus Pocock, 1897
  - Hysterocrates Simon, 1892
  - Loxomphalia Simon, 1889
  - Loxoptygus Simon, 1903
  - Mascaraneus Gallon, 2005
  - Monocentropus Pocock, 1897
  - Myostola Simon, 1903
  - Phoneyusa Karsch, 1884
- Harpactirinae Pocock, 1897
  - Augacephalus Gallon, 2002
  - Brachionopus Pocock, 1897 incertae sedis Egyes kutatók a Barychelidae családba sorolják.[3]
  - Ceratogyrus Pocock, 1897
  - Eucratoscelus Pocock, 1898
  - Harpactira Ausserer, 1871
  - Harpactirella Purcell, 1902
  - Idiothele Hewitt, 1919
  - Pterinochilus Pocock, 1897
  - Trichognathella Gallon, 2004
- Ischnocolinae Simon, 1872
  - Catumiri Guadanucci, 2004
  - Chaetopelma Ausserer, 1871
  - Guyruita Guadanucci et al., 2007
  - Hemiercus Simon, 1903
  - Heterothele Karsch, 1879
  - Holothele Karsch, 1879
  - Ischnocolus Ausserer, 1871
  - Nesiergus Simon, 1903
  - Magulla Simon, 1892
  - Oligoxystre Vellard, 1924
  - Plesiophrictus Pocock, 1899
  - Sickius Soares & Camargo, 1948
- Ornithoctoninae Pocock, 1895
  - Citharognathus Pocock, 1895
  - Cyriopagopus Simon, 1887
  - Haplopelma Simon, 1892
  - Lampropelma Simon, 1892
  - Ornithoctonus Pocock, 1892
  - Phormingochilus Pocock, 1895
- Poecilotheriinae Simon, 1892
  - Poecilotheria Simon, 1885
- Psalmopoeinae Samm & Schmidt, 2010
  - Psalmopoeus Pocock, 1895
  - Tapinauchenius Ausserer, 1871
- Selenocosmiinae Simon, 1892
  - Chilobrachys Karsch, 1891
  - Coremiocnemis Simon, 1892
  - Haplocosmia Schmidt & von Wirth, 1996
  - Lyrognathus Pocock, 1895
  - Orphnaecus Simon, 1892
  - Phlogiellus Pocock, 1897
  - Selenobrachys Schmidt, 1999
  - Selenocosmia Ausserer, 1871
  - Selenotholus Hogg, 1902
  - Selenotypus Pocock, 1895
  - Yamia Kishida, 1920
- Selenogyrinae Smith, 1990
  - Annandaliella Hirst, 1909
  - Euphrictus Hirst, 1908
  - Selenogyrus Pocock, 1897
- Stromatopelminae (Schmidt, 1993)
  - Encyocratella Strand, 1907
  - Heteroscodra Pocock, 1899
  - Stromatopelma Karsch, 1881
- Theraphosinae Thorell, 1870
  - Acanthoscurria Ausserer, 1871
  - Aenigmarachne Schmidt, 2005
  - Agnostopelma Pérez-Miles & Weinmann, 2010
  - Ami Perez-Miles, 2008
  - Aphonopelma Pocock, 1901
  - Bonnetina Vol, 2000
  - Brachypelma Simon, 1891
  - Cardiopelma Vol, 1999
  - Chromatopelma Schmidt, 1995
  - Citharacanthus Pocock, 1901
  - Clavopelma Chamberlin, 1940
  - Crassicrus Reichling & West, 1996
  - Cubanana Ortiz, 2008
  - Cyclosternum Ausserer, 1871
  - Cyriocosmus Simon, 1903
  - Cyrtopholis Simon, 1892
  - Euathlus Ausserer, 1875
  - Eupalaestrus Pocock, 1901
  - Grammostola Simon, 1892
  - Hapalopus Ausserer, 1875
  - Hapalotremus Simon, 1903
  - Hemirrhagus Simon, 1903
  - Homoeomma Ausserer, 1871
  - Kochiana Fukushima, Nagahama & Bertani, 2008
  - Lasiodora C. L. Koch, 1850
  - Lasiodorides Schmidt & Bischoff, 1997
  - Maraca Pérez-Miles, 2006
  - Megaphobema Pocock, 1901
  - Melloleitaoina Gerschman & Schiapelli, 1960
  - Metriopelma Becker, 1878
  - Neostenotarsus Pribik & Weinmann, 2004
  - Nesipelma Schmidt & Kovarik, 1996
  - Nhandu Lucas, 1983
  - Ozopactus Simon, 1889
  - Pamphobeteus Pocock, 1901
  - Paraphysa Simon, 1892
  - Phormictopus Pocock, 1901
  - Plesiopelma Pocock, 1901
  - Proshapalopus Mello-Leitão, 1923
  - Pseudhapalopus Strand, 1907
  - Reversopelma Schmidt, 2001
  - Schismatothele Karsch, 1879
  - Schizopelma F. O. P.-Cambridge, 1897
  - Sericopelma Ausserer, 1875
  - Sphaerobothria Karsch, 1879
  - Stichoplastoris Rudloff, 1997
  - Theraphosa Thorell, 1870
  - Thrixopelma Schmidt, 1994
  - Tmesiphantes Simon, 1892
  - Vitalius Lucas, Silva & Bertani, 1993
  - Xenesthis Simon, 1891
- Thrigmopoeinae Pocock, 1900
  - Haploclastus Simon, 1892
  - Thrigmopoeus Pocock, 1899

## A madárpókfélék tartása
A madárpókfélék tartása a terrarisztika egyik fontos ága, mivel viszonylag kevés idő- és pénzráfordítással egzotikus állatok életébe nyerhető betekintés  akár 20-30 évig is. Nem elhanyagolható szempont az sem, hogy egy szépen berendezett terrárium a lakások dísze is lehet. A madárpókok tartása során figyelembe kell venni, hogy vadállatról van szó, mely soha sem szelídíthető meg, ezért mindig nagy óvatossággal, figyelemmel és kellő tisztelettel kell az állattal bánni.
A terráriumi tartás során, az állat gondozójának kell biztosítani minden feltételt, amire a madárpóknak életműködésének biztosítására szüksége van. Az itató használata szinte minden esetben ajánlott, aminek a alapterülete ne haladja meg a pók méretét. A benne lévő vizet 2-3 naponta érdemes friss vízre cserélni. Elhelyezhetünk búvóhelyet, más néven bújkálót, ami talajlakó pókok esetében egy félbevágott kókuszdió, egy nagyobb méretű fa, ami alá bebújhatnak. Fánlakó pókok esetében általában hosszabb, függőlegesebb felállított/döntött fakérgeket használnak.

### Etetésük

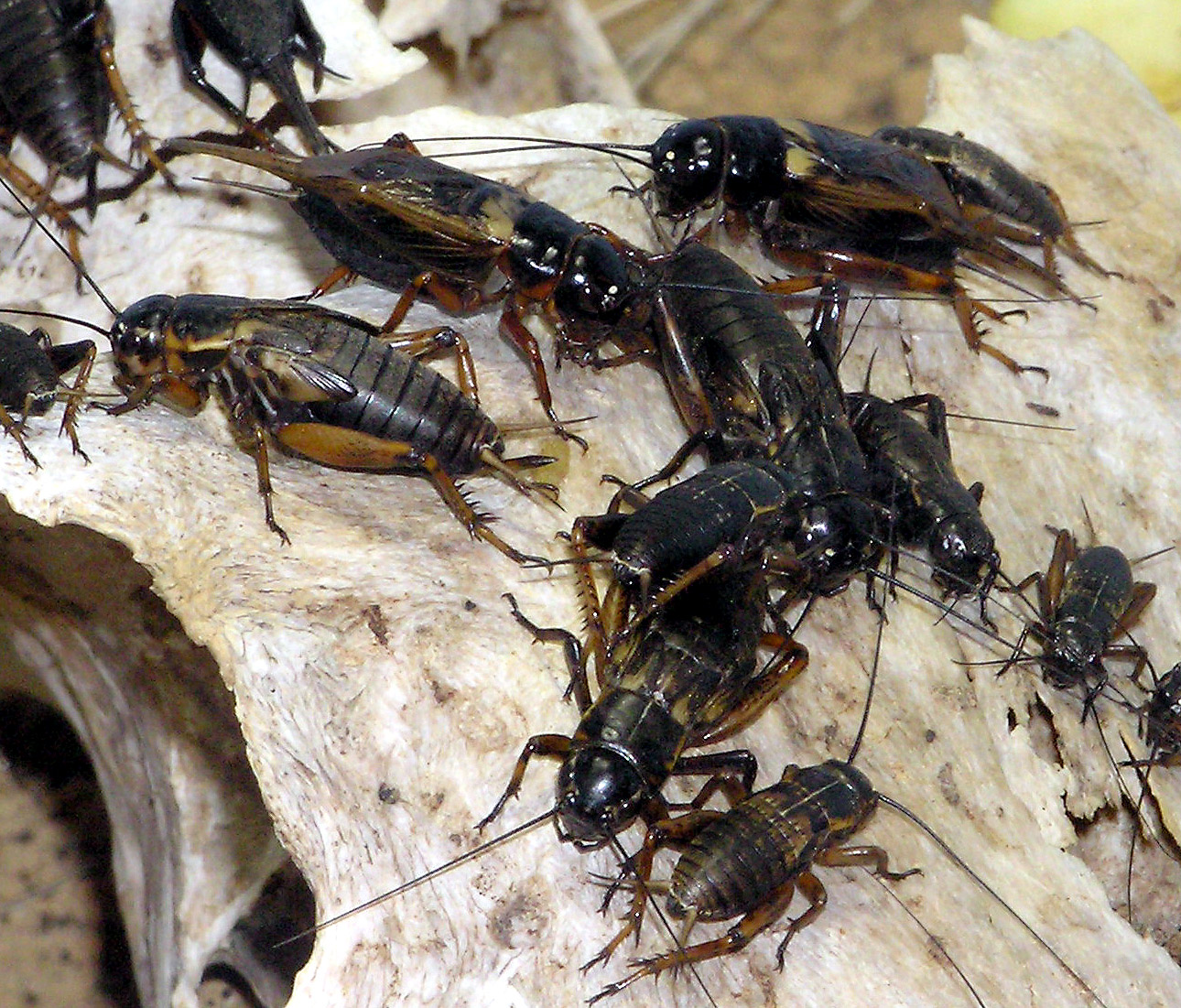
Kétfoltos tücsök

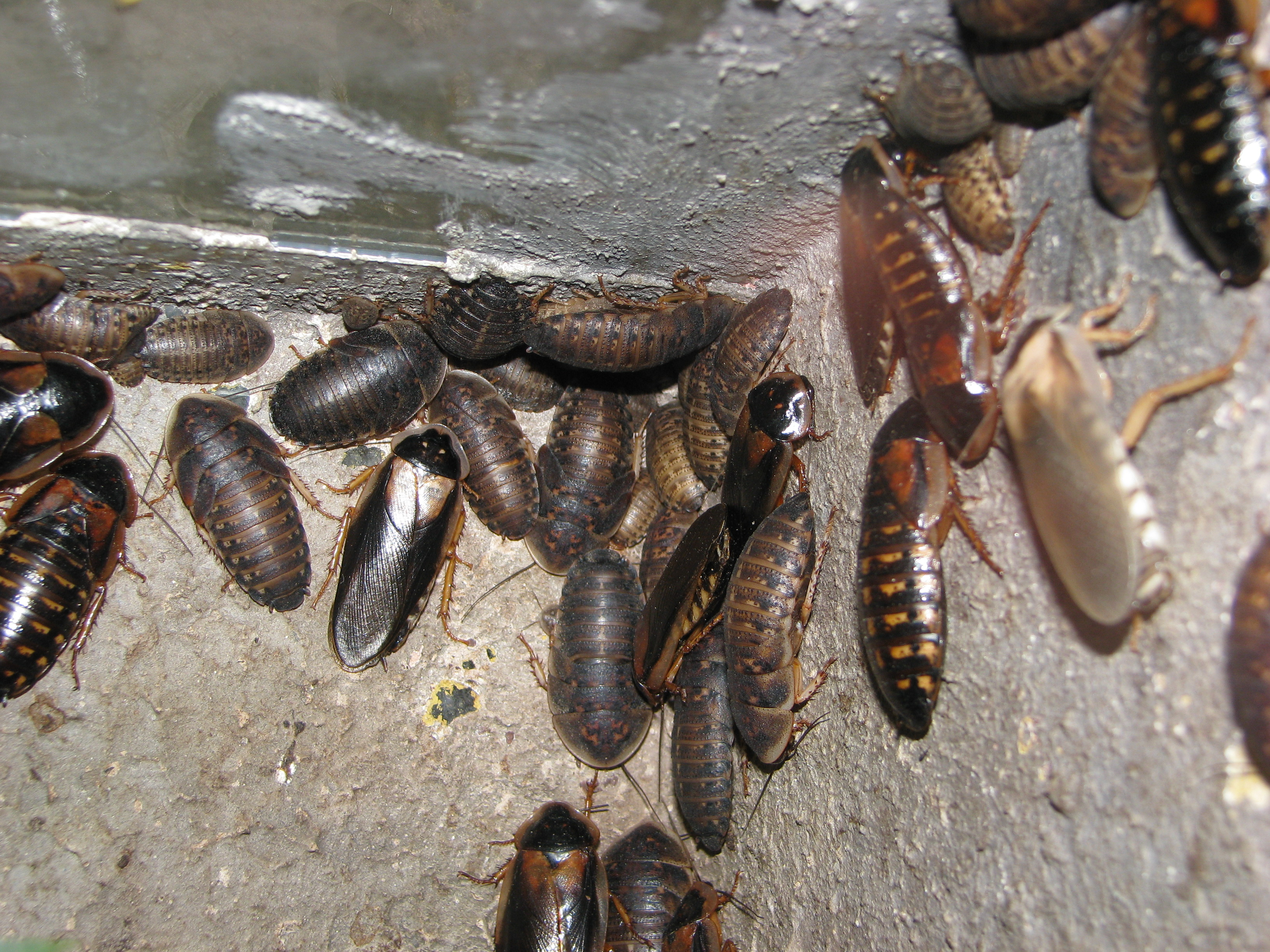
Argentin csótány

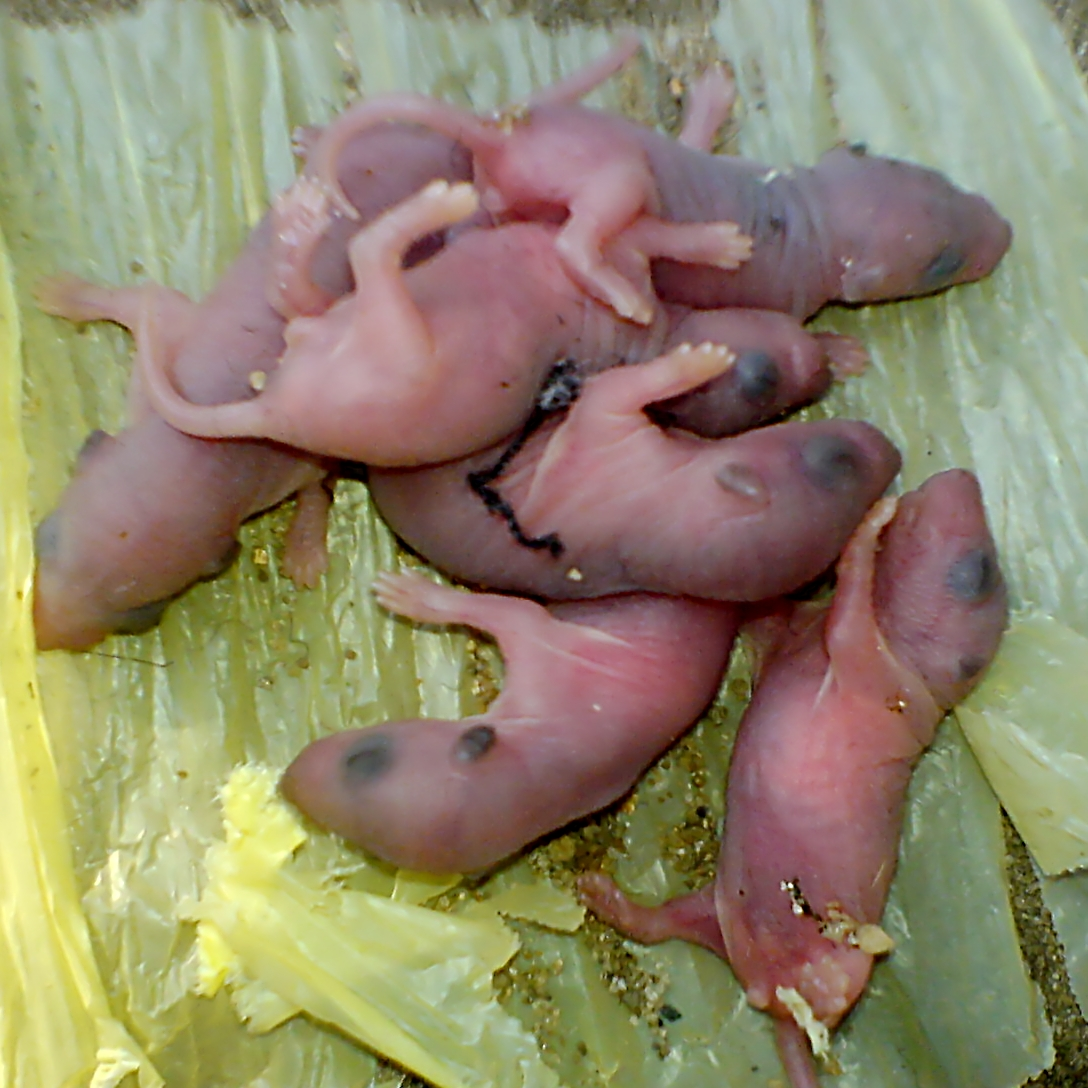
Szopósegerek

A madárpókok ragadozó állatok. A természetben elsősorban nagyobb rovarokat, ezerlábúakat, más pókokat ejtenek el, esetenként kisebb gerinceseket, gyíkokat, kígyókat, rágcsálókat, a fán élő fajok pedig madárfiókákat is zsákmányolhatnak.
Ennek megfelelően terráriumi tartása során is friss, élő takarmányállatot kell biztosítani a madárpókok számára. A kereskedelemben gazdag táplálékállat-kínálat áll rendelkezésre, így a madárpók változatos étrenden élhet a terráriumban.
Elterjedt táplálékállatok:
- Kétfoltos tücsök (Gryllus bimaculatus)
- Banántücsök (Gryllus assimilis)
- Keleti vándorsáska (Locusta migratoria)
- Argentin csótány (Blaptica dubia)
- Halálfejes csótány (Blaberus craniifer)
- Konyhai csótány (Blatta lateralis)
- Közönséges lisztbogár (Tenebrio molitor)
- Házi egér (Mus musculus)

A természetben befogott táplálékállat veszélye, egyrészt az egyes fajok természetvédelmi jelentősége, másrészt a táplálékállatok esetleges fertőzöttsége, különféle parazitákkal és egyéb betegségekkel.
Egyes vélemények szerint friss táplálék hiányában adható a pókoknak nyers hús, illetve máj is.
Az etetés során nem ajánlatos túl nagy adagokkal etetni. A megmaradt, élő táplálékállatok károsíthatják a terrárium növényzetét, sőt a vedlés után lévő, sérülékeny madárpókot is.
A madárpókok éjszakai állatok lévén legcélszerűbb este etetni, mivel ilyenkor kezdődik aktivitásuk.

#### Táplálkozási problémák
Időnként előfordul, hogy a madárpókok nem fogadják el a felkínált táplálékot, aminek több oka is lehet.
- Előfordul, hogy az állatok egyszerűen jól tápláltak, nincs szükségük további élelemre.
- Vedlés előtt álló madárpókok szinte soha nem táplálkoznak, ugyanígy a vedlés után rövid ideig még nem fogadnak el táplálékot.
- Azok a hímnemű egyedek, melyek elérték ivarérettségüket, már elvétve táplálkoznak csak.

### Vedlésük

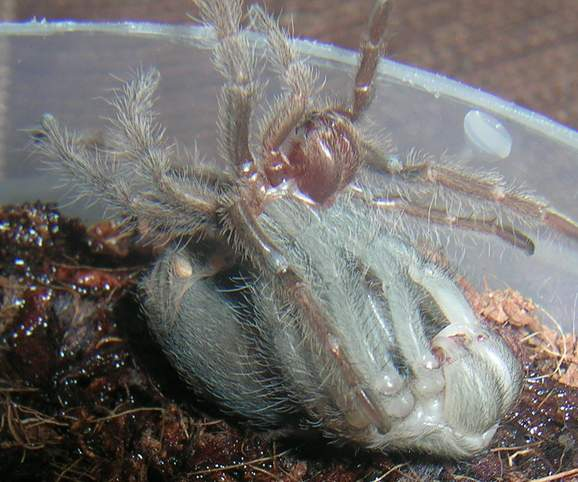
Fiatal madárpók vedlés közben

Egy vedlés a pók korától és a külső körülményektől függően fél órától több óráig is eltarthat. A kifejlett (adult) kort kb. a 10-12. vedlésüknél (átlagosan 2 év) érik el, de ez a szám sok esetben több is lehet, és ivartól is függhet. Az ivarérett kort megelőző, utolsó vedlés előtti állapot a subadult állapot. A kispókok fajtól függően 1-2-3 havonta vedlenek, ami az adult korhoz közeledve 4-5-6 hónapra nő. A hím állatok kifejlettségük után már nem vedlenek. A nőstények adult korukban általában évente vedlenek, és a vedlésekkel kismértékben testtérfogatuk is nő.
A vedlés után a madárpókok körülbelül egy hétig nagyon sérülékenyek, ebben az időszakban nem ajánlatos őket háborgatni, és táplálni sem.

### Szaporodásuk, szaporításuk

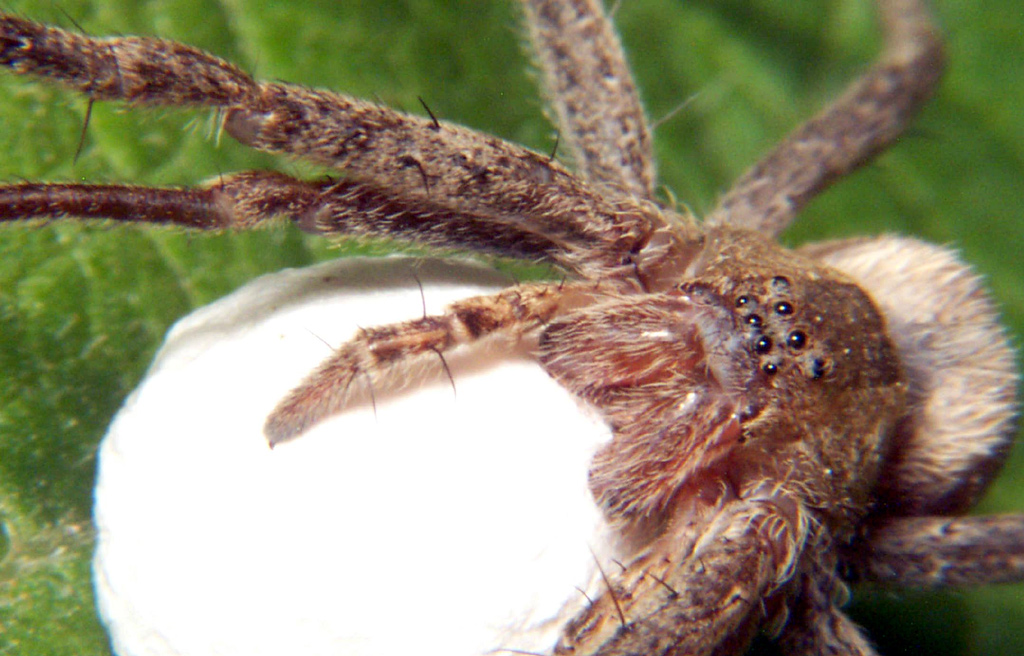
Más pókokhoz hasonlóan a madárpókok is kokont készítenek petéik számára (A képen egy dajkapók (Pisaurina mira) látható)

A madárpókok tenyésztése több szempontból is fontos. Egyrészt a tenyésztő különleges élmény részese lehet a párzás és a pókok egyedfejlődésének megfigyelése során.
Másrészt a fajok védelmében is fontos szerepet játszik, mivel a szaporulatok kereskedelembe kerülésével csökkenthető a vadon befogott álltok kereskedelme, így természetes élőhelyükön élhetnek tovább a madárpókok.

#### A szaporítás menete
A szaporítás legalapvetőbb feltétele a nemzőképes pár megléte, mely egy kifejlett hím és nőstény madárpókból áll. A párzás után nem ritka, hogy a nőstény megtámadja a hímet, időnként el is fogyasztja.
A párzást követő időszakban a nőstény úgynevezett kokont (peteburkot) készít, ebbe helyezi nagyszámú, 100-3000 darab petéjét. Mintegy 7-8 hét után a peték kikelnek a peteburokban, úgynevezett előlárvákká alakulnak, melyek két vedlés után kerülnek juvenilis állapotba.

### Nemek elkülönítése tartásuk szempontjából
A nemek elkülönítése fontos a madárpókoknál, hiszen nagyban függ az ivartól többek között az állat élettartama és színezete. A hím és nőstény állatokat a 8. vedlés körül lehet egyértelműen megkülönböztetni egymástól.

#### Madárpókok elkülönítése életmódjuk szerint
A madárpókokat életmódjuk szerint három alapvető kategóriába sorolhatjuk:
- falakó vagy fánlakó madárpókok
- talajlakó madárpókok
- üreglakó vagy tárnázó madárpókok

A három csoport fajainak különböző igényeik vannak élőhelyükre és más tartási körülményeikre nézve.

##### Falakó madárpókok

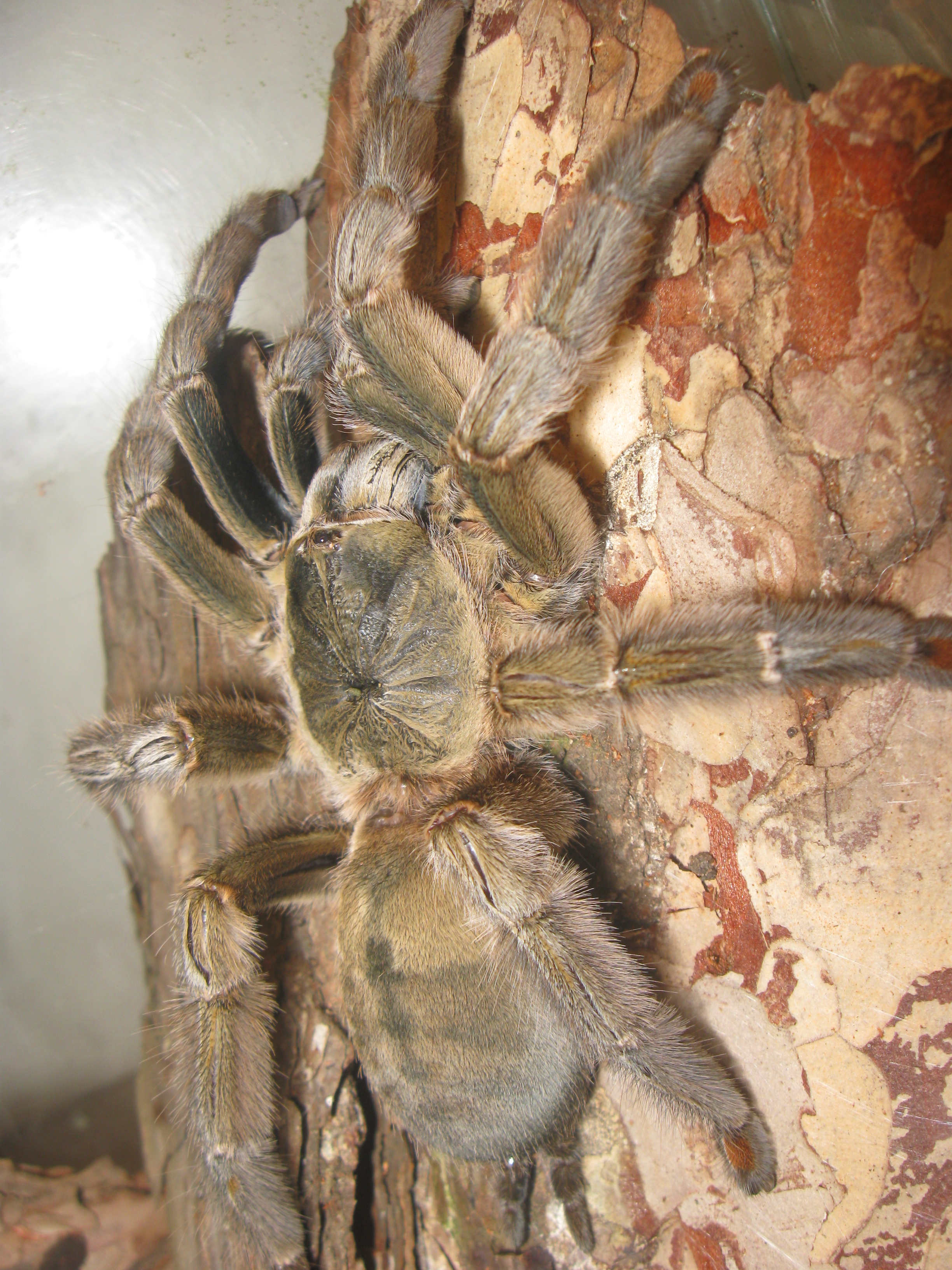
Psalmopoeus cambridgei, tipikus falakó madárpók

A falakó (arboreális) madárpókok természetes élőhelyükön fák lombkoronaszintjében, törzseiken, odvakban, gyökerek között élnek. Ennek megfelelően kell a terráriumokat, illetve tartóközegüket kialakítani.

##### Terrárium
A falakó madárpókokra inkább a vertikális mozgások jellemzők, mint a horizontálisak, ennek megfelelően tárolóedényük kellő magassággal kell, hogy rendelkezzen, fontosabb a magasság, mint a szélesség vagy mélység. Ezenkívül különböző mászó- és rejtőzködő-alkalmatosságokra is szükségük van a talajszint felett. Megjelenésükben kecsesebbek, hosszabb, vékonyabb lábakkal, kevéssé robusztus testalkatúak, mint a talajlakó madárpókok.

### Talaj
A falakó életmódot folytató madárpókoknál a talajnak nincs különösebb jelentősége, a páratartalom szabályozásán és az esetleges élő növények számára szubsztrátum biztosításán kívül. Alapvetően 2–5 cm talajrétegnél nincs szükség többre, mely vegyszermentes virágföld vagy tőzeg, vagy ezek keveréke lehet.
A páratartalmat a talaj permetezésével, nedvesítésével, illetve a behelyezett itatók segítségével tarthatjuk a faj számára ideális szinten. A fajok mindegyike trópusi, esőerdei élőhelyeken fordul elő, ezt figyelembe kell venni a terrárium kialakításakor, a páratartalom beállításakor.

### Berendezés

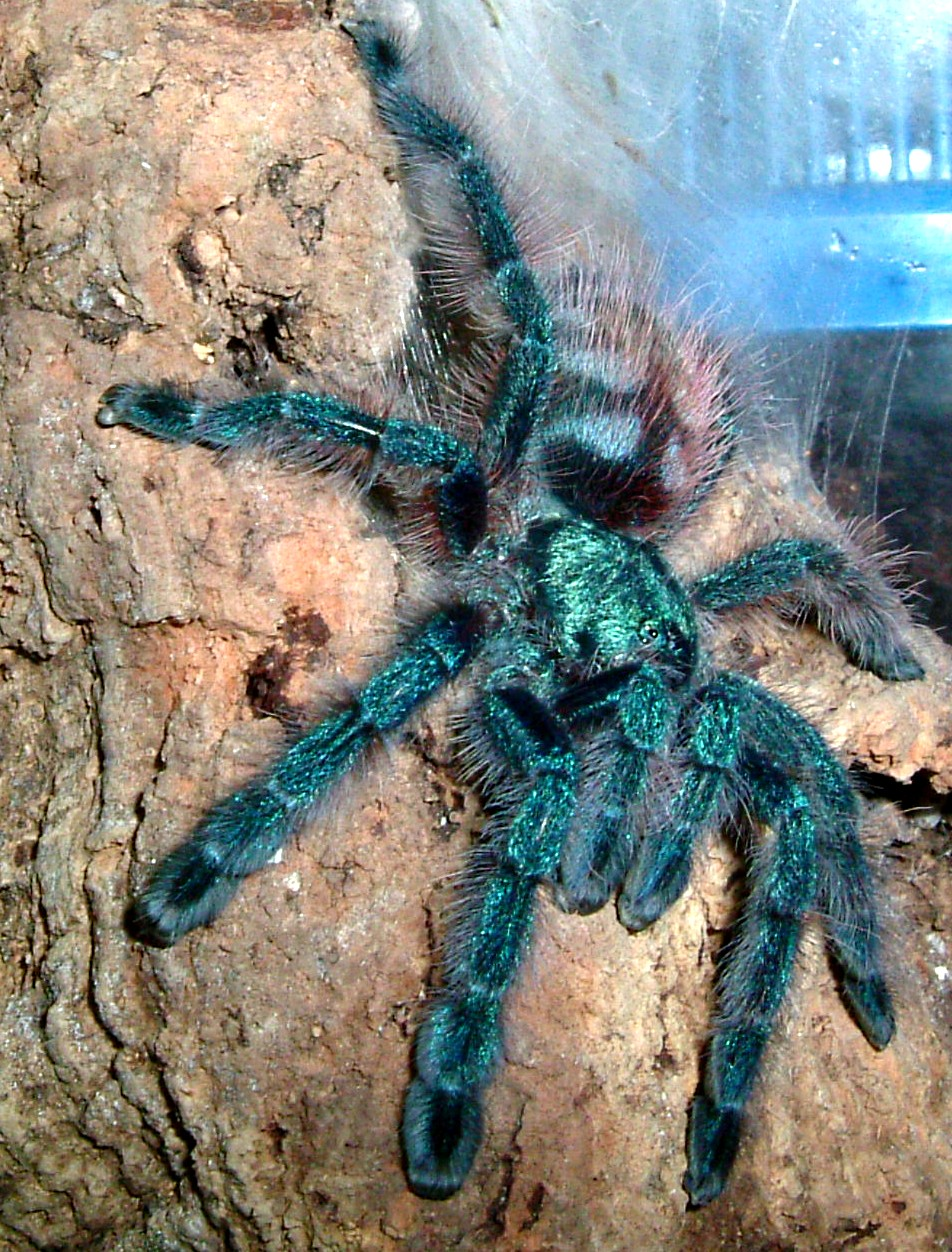
Caribena versicolor

A terráriumokba fakérget, ágakat és élő növényeket is ajánlatos tenni. Ezeket a pókok saját elképzeléseik szerint át is rendezhetik, illetve a tárgyakat beszőve készítenek maguknak búvóhelyet.

### Népszerű falakó madárpókfajok
- Avicularia avicularia
- Avicularia metallica
- Caribena versicolor
- Heteroscodra maculata
- Cyriopagopus schioedtei
- Poecilotheria metallica
- Poecilotheria pederseni
- Poecilotheria regalis
- Psalmopoeus cambridgei
- Psalmopoeus irminia
- Tapinauchenius gigas

## Talajlakó madárpókok

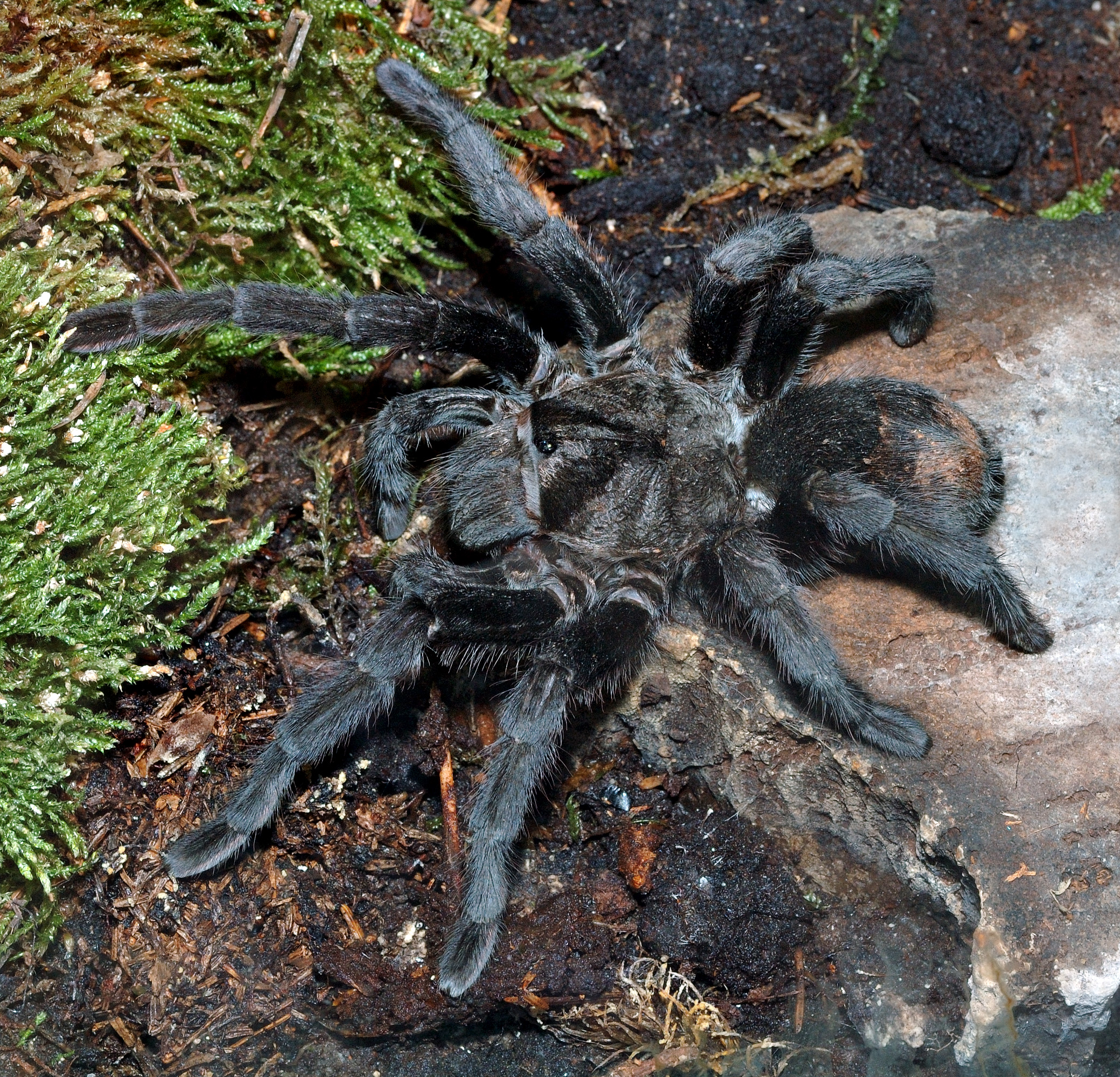
Grammostola pulchra

A talajlakó madárpókok közé azokat a fajok tartoznak, melyek előszeretettel tartózkodnak a talaj felszínén, nagy kövek alatt, az avarban, korhadó fatuskókban vagy kéregdarabok alatt keresnek búvóhelyet. Azon fajokat, melyek kőfalak és sziklák repedéseit használják lakhelyül, szintén ebbe a csoportba soroljuk.
A fajok között vannak sivatagos területeken honosak is, ezt figyelembe kell venni a páratartalom kialakításakor.

### Talaj
Talajként megfelelő a vegyszermentes virágföld, kerti föld, tőzeg, illetve ezek keverékei, melyet durva homokkal is keverhetünk. A talajrétegnek minimum 2 cm-esnek kell lennie.

### Berendezés
Búvóhelyként ívelt fakéreg, fél virágcserép, vagy más henger alakú tárgy, félig a földbe ásva megfelel számukra. Élő növények telepíthetők a terráriumba, de mivel a pókok gyakran feltúrják a talajt, könnyen kiszedhetik a telepített növényeket is.

## Népszerű talajlakó madárpókfajok

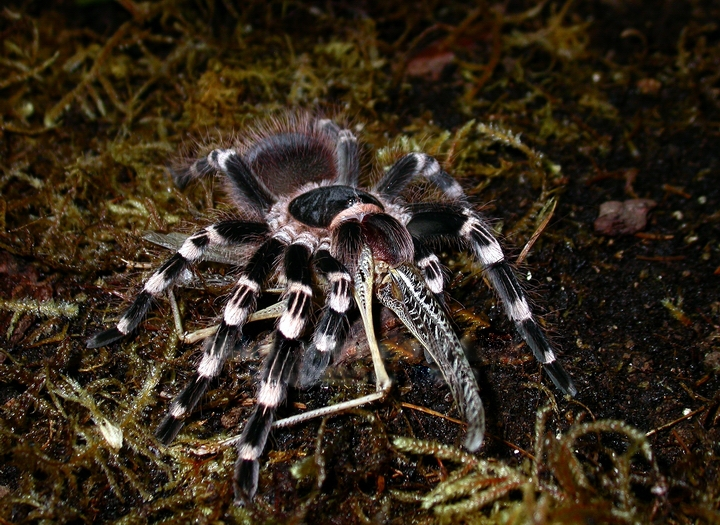
Acanthoscurria geniculata

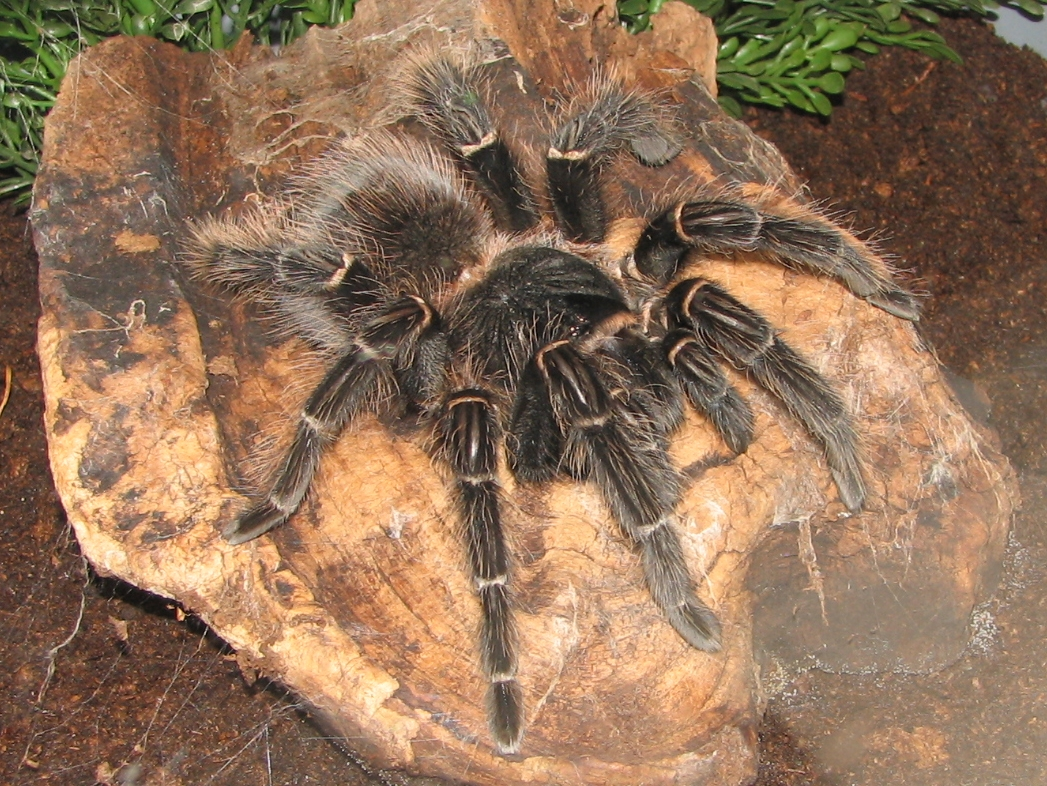
Lasiodora parahybana

- Fehértérdű madárpók (Acanthoscurria geniculata)
- Aphonopelma seemanni
- Brachypelma boehmei
- Mexikói vöröstérdű tarantula (Brachypelma hamorii)
- Brachypelma vagans
- Göndörszőrű madárpók (Brachypelma albopilosum)
- Mexikói arany-vörös potrohú tarantula (Brachypelma albiceps)
- Chaetopelma olivaceum
- Chromatopelma cyaneopubecens
- Grammostola rosea
- Brazíliai fekete madárpók (Grammostola pulchra)
- Brazíliai óriás madárpók (Lasiodora parahybana)
- Óriás tarantula (Theraphosa blondi)
- Xenesthis immanis

## Üreglakó (tárnázó) madárpókok

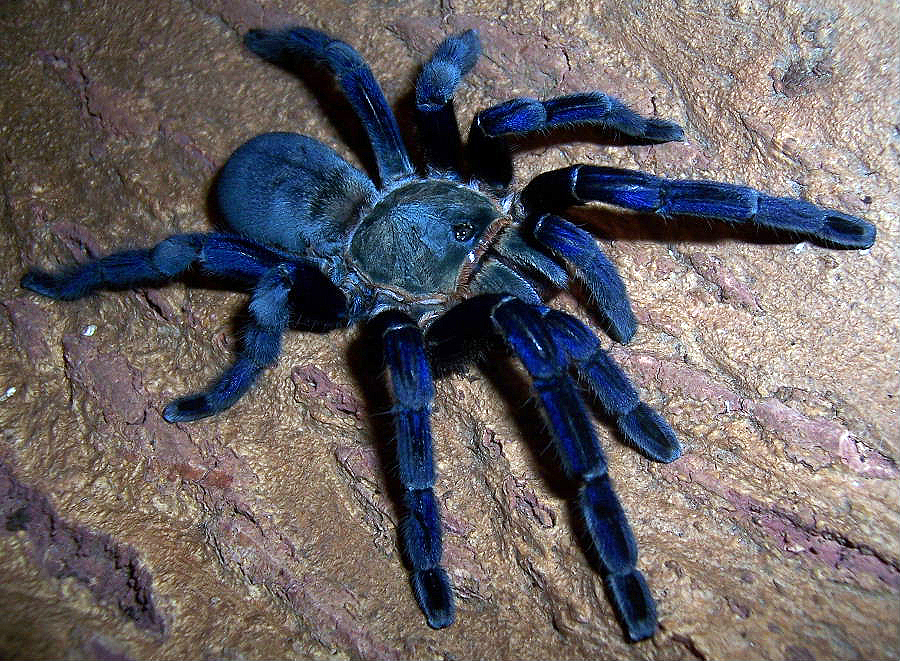
Haplopelma lividum üreglakó pókfaj

Elsősorban az Afrikából és Ázsiából származó madárpókfajok élnek föld alatti üregekben, úgynevezett tárnákban. Ennek megfelelően speciális igényeik vannak a tartást illetően.

### Talaj
A tárnázó madárpókoknak életmódjukból adódóan nagyon vastag talajrétegre van szükségük, az állat méretétől függően legalább 10–20 cm virágföld, vagy virágföld és durva homok keveréke. A talajt folyamatosan nedvesen kell tartani, ezzel biztosítható az üregen belüli magas páratartalom is.

### Berendezés
Mivel a pókok napjuk nagy részét a föld alatti üregben töltik, nincs nagy jelentősége a terráriumba helyezett tereptárgyaknak, illetve ültetett növényeknek, azonban dekorációs céllal telepíthetők.

### Népszerű üreglakó madárpókfajok
- Chilobrachys fimbriatus
- Chilobrachys huahini
- Citharischius crawshayi
- Haplopelma lividum
- Haplopelma schmidti

## Megbetegedések
A legszakszerűbb ellátás mellett is felléphetnek különféle betegségek, sérülések, melyek ellátása szerves részét képezik a madárpókok tartásának.

### Sérülések
A madárpókok tartásának egyik leggyakoribb problémája a pókok végtagjainak, illetve utótestének sérülése. Kisebb nyílt sebek, melyekből testnedv szivárog, porcukorral, vazelinnal vagy valamilyen ragasztóval zárhatók el.
Végtagok súlyos sérülésekor az állat természetes csonkolási pontjánál, az csípőízületnél kell a végtagot eltávolítani (autotomia). Itt a testnedvek kiáramlását az izmok gyorsan meggátolják. Az autotomiát az állat testének lefogásával és a láb erőteljes hirtelen meghúzásával kell elvégezni. Szerencsés esetben a láb a következő vedlésnél regenerálódik.

### Diszkinetikus szindróma
A pókok minden látható ok nélkül magasra ívelt lábakon remegni kezdenek. E súlyos betegség okozói lehetnek a fonálférgek is, melyek önmagukban is veszélyesek a madárpókra. A diszkinetikus szindróma a legtöbb esetben a madárpók pusztulását okozza.

### Madárpókrák
Madárpókráknak nevezik a madárpókok halálos kimenetelű betegségét, mely során a pók utótestén egy pont hólyagszerűen felfúvódik, mely először üreges jellegű, később átszövik sötét, erekre emlékeztető fonalak, majd a végső stádiumban a hólyag többnyire teljesen sötét színű és cserepes felszínű.

### Gombás fertőzések
A gombák előszeretettel telepszenek meg a pókok kitinpáncélján. Kedvez számukra az állandóan párás, nedves környezet, melyben a pókok is élnek. Elsősorban a végtagok és az utótest felső oldala fertőződik. A megtámadott testrészeken fehér penészszerű réteg képződik.
A kezelés során kis vattapamacsra kent bármilyen széles spektrumú gombaölő kenőccsel kell a lefogott állat adott testrészét bekenni. A kezelést addig szükséges ismételni, míg a fertőzés el nem múlik.